# 托马斯·西尔伯霍恩
托马斯·西尔伯霍恩（德語：Thomas Silberhorn，1968年11月12日—）是德國的一位政治人物。他是基督教社會聯盟的成員，曾任德国联邦国防部议会国务秘书。

## 生平
他出生于德国班贝格郊区的凯默恩，1987年完成了他的高中教育并参加了高中毕业考试。此后在埃尔朗根-纽伦堡大学和慕尼黑大學攻读法律，并随后成功通过了所需的两次国家考试，2001年起他获得德国律师资格。

## 家庭
托马斯·西尔伯霍恩结婚，养育两个儿子。

## 政治
他作为一名学生就加入了德国基督教民主联盟和拜仁基督教社会联盟联合建立的青年组织青年联盟。1987年，他注册为德国基督教社會聯盟的成员。他是德国基督教社會聯盟国家委员会的成员，2009年起他担任德国基督教社會聯盟班贝格区的主席。西尔伯霍恩在2002年首次當選德國國會議員，曾经担任德国联邦经济合作及发展部议会国务秘书。

## 信仰

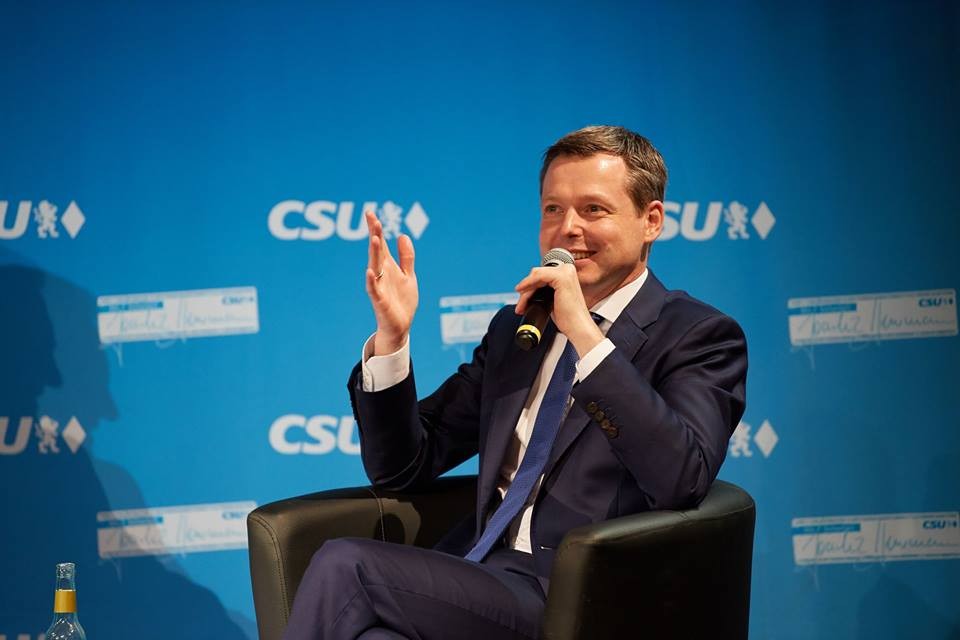
Thomas Silberhorn

托马斯·西尔伯霍恩信仰天主教。

## 外部連結
- 托马斯·西尔伯霍恩的X（前Twitter）
- 托马斯·西尔伯霍恩的Facebook專頁
- 托马斯·西尔伯霍恩（德国国家图书馆目录相关文献）